# Elmir Nabiullin
Elmir Ramilewicz Nabiullin (ros. Эльмир Рамилевич Набиуллин, ur. 8 marca 1995 w Kazaniu) – rosyjski piłkarz pochodzenia tatarskiego grający na pozycji lewego obrońcy w Zenicie Petersburg. Jest wychowankiem klubu Rubin Kazań.

## Kariera klubowa
Swoją karierę piłkarską Nabiullin rozpoczął w klubie Rubin Kazań. W 2013 roku awansował do pierwszego zespołu Rubina. 9 marca 2014 zadebiutował w nim w Priemjer-Lidze w przegranym 0:1 wyjazdowym meczu z Anży Machaczkała. W sezonie 2014/2015 stał się podstawowym zawodnikiem Rubinu. 12 kwietnia 2015 w zremisowanym 1:1 wyjazdowym meczu z Zenitem Petersburg strzelił swojego pierwszego gola w rosyjskiej lidze.
| Sezon   | Klub             | Kraj  | Rozgrywki     | Mecze | Gole |
| ------- | ---------------- | ----- | ------------- | ----- | ---- |
| 2013/14 | Rubin Kazań      | Rosja | Priemjer-Liga | 6     | 0    |
| 2014/15 | Rubin Kazań      | Rosja | Priemjer-Liga | 25    | 1    |
| 2015/16 | Rubin Kazań      | Rosja | Priemjer-Liga | 16    | 1    |
| 2016/17 | Rubin Kazań      | Rosja | Priemjer-Liga | 24    | 1    |
| 2017/18 | Rubin Kazań      | Rosja | Priemjer-Liga | 14    | 1    |
| 2017/18 | Zenit Petersburg | Rosja | Priemjer-Liga | 2     | 0    |
| 2018/19 | Zenit Petersburg | Rosja | Priemjer-Liga |       |      |

## Kariera reprezentacyjna
W 2014 roku grał w reprezentacji Rosji U-21. W dorosłej reprezentacji Rosji zadebiutował 31 marca 2015 w zremisowanym 0:0 towarzyskim meczu z Kazachstanem, rozegranym w Chimki, gdy w 71. minucie zmienił Gieorgija Szczennikowa.